# Bảo tàng Dân tộc học ở Włocławek
Bảo tàng Dân tộc học ở Włocławek (tiếng Ba Lan: Muzeum Etnograficzne we Włocławku) là một bảo tàng nằm trong một khu phức hợp các tòa nhà với một kho thóc lịch sử được xây dựng vào giữa thế kỷ 19, tọa lạc tại số 6 Phố Marszałka J. Piłsudskiego, Włocławek, Ba Lan.

## Lược sử hình thành
Bảo tàng Dân tộc học ở Włocławek chính thức khánh thành vào ngày 10 tháng 10 năm 1986. Trong các năm 2011-2014, sáu tòa nhà nằm trong quần thể bảo tàng được cải tạo và hiện đại hóa để phù hợp với nhu cầu của các bộ sưu tập và thư viện. Năm 2015, Phòng thí nghiệm Số hóa và Tái bản được thành lập trong Bảo tàng.

## Triển lãm
Bộ sưu tập của Bảo tàng Dân tộc học ở Włocławek hiện đang bao gồm triển lãm thường trực "Văn hóa dân gian của Kujawy và vùng đất Dobrzyń": trưng bày về một ngôi làng vào đầu thế kỷ 19/20 và giới thiệu những văn hóa dân gian hiện không còn tồn tại.
Từ năm 2014, "Chợ Włocławek với những món quà của mùa hè" được tổ chức trong khuôn viên của Bảo tàng. Đây là một sự kiện ẩm thực nhằm quảng bá các sản phẩm truyền thống được làm từ nguyên liệu địa phương.
Bảo tàng Dân tộc học cũng tổ chức các hoạt động giáo dục phong phú.